# Sredna gora
 Sredna gora (bulharsky Средна гора) je pohoří ve středním Bulharsku, rovnoběžné se Starou planinou. Jejím nejvyšším vrcholem je Goljam Bogdan (Голям Богдан – 1603,4 m), ležící v severní a nejvyšší části pohoří – Săštinska Sredna gora. Administrativně spadá do sedmi oblastí: Sofie, Sofijské, Pazardžické, Plovdivské, Starozagorské, Slivenské a Jambolské.
Česky lze nalézt překlad Středohoří, což není přesné; správně je Prostřední les.

## Vymezení

### Poloha
Pohoří se nachází mezi Zabalkánskými kotlinami na severu a Hornothráckou nížinou na jihu. Táhne se od západu od údolí řeky Iskăr až k východu u ohbí řeky Tundža, severně od Jambolu. Jeho délka v západovýchodním směru je 285 km, přičemž jeho největší šířka je asi 50 kilometrů. Pohoří se rozkládá na ploše 5 950 km² a jeho průměrná nadmořská výška dosahuje 608 metrů.

### Hranice

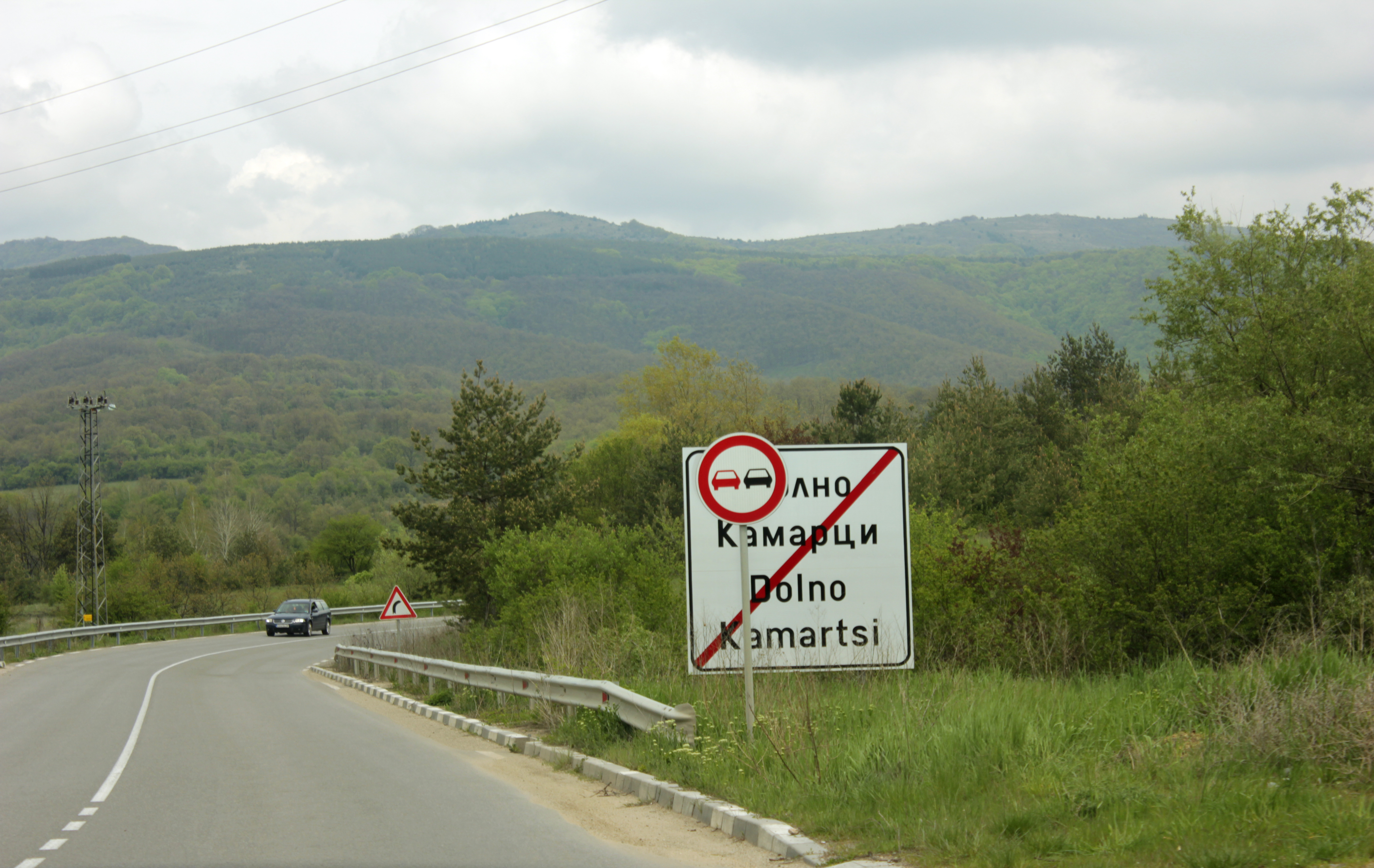
Pohled ze západu na horský hřbet Gălăbec spojující Srednou goru a Starou planinu

Severní hranice běží po jižním okraji následujících osmi Zabalkánských kotlin (od západu na východ): Na západě začíná v údolí řeky Iskăr u obce German a sleduje jižní a jihovýchodní hranici Sofijské kotliny, pak pokračuje jižní části Saranské, Kamarské, Zlaticko-pirdopské, Karlovské a Kazanlăcké kotliny. Poté prochází Meždenickou soutěskou řeky Tundža a jižními svahy Slivenského údolí a končí na východě u ohbí řeky Tundža severně od města Jambolu horou Zajči vrăch (256 m). Se Starou planinou, resp. jejími částmi Murgaš, Etropolska planina, Zlatiško-tetevenska planina a Kaloferska planina je spojena pěti příčnými hřbety (Neguševski rid, Oporski rid, Gălăbec, Koznica a Stražata).
Jižní hranice pohoří začíná v Bobroveckém sedle, pokračuje východně po severním úpatí Rily a po jižním okraji Kostnecko-dolnobanské kotliny za soutěskou řeky Marici Momina klisuraka dobíhá k městu Belovo. Tam začíná její hranice Hornothráckou nížinou, která přibližně sleduje následující linii: město Vetren a vesnice Kalugerovo, Blatnica, Krasnovo, Starosel, Černičevo, Pesnopoj, poblíž které dosahuje řeky Strjama. Odtud pokračuje na východ přes Vărben, Zelenikovo, Veren, jihozápadně, jižně a jihovýchodně obíhá Čirpanskou pahorkatinu a znovu pokračuje na východ přes Starou Zagoru, Korten a Kamenovo, přičemž končí ve městě Jambolu.

## Dělení
Soutěskami řek Topolnica a Strjama (levé přítoky Marici) se Sredna gora dělí na tři části: na západě, mezi údolími řek Iskăr a Topolnica – Ichtimanska Stredna gora, uprostřed mezi údolími řeky Topolnica a Strjama – Săštinska Sredna gora (nejvyšší) a na východě, mezi údolími řeky Strjama a Tundža – Sărnena Sredna gora.

### Ichtimanska Sredna gora

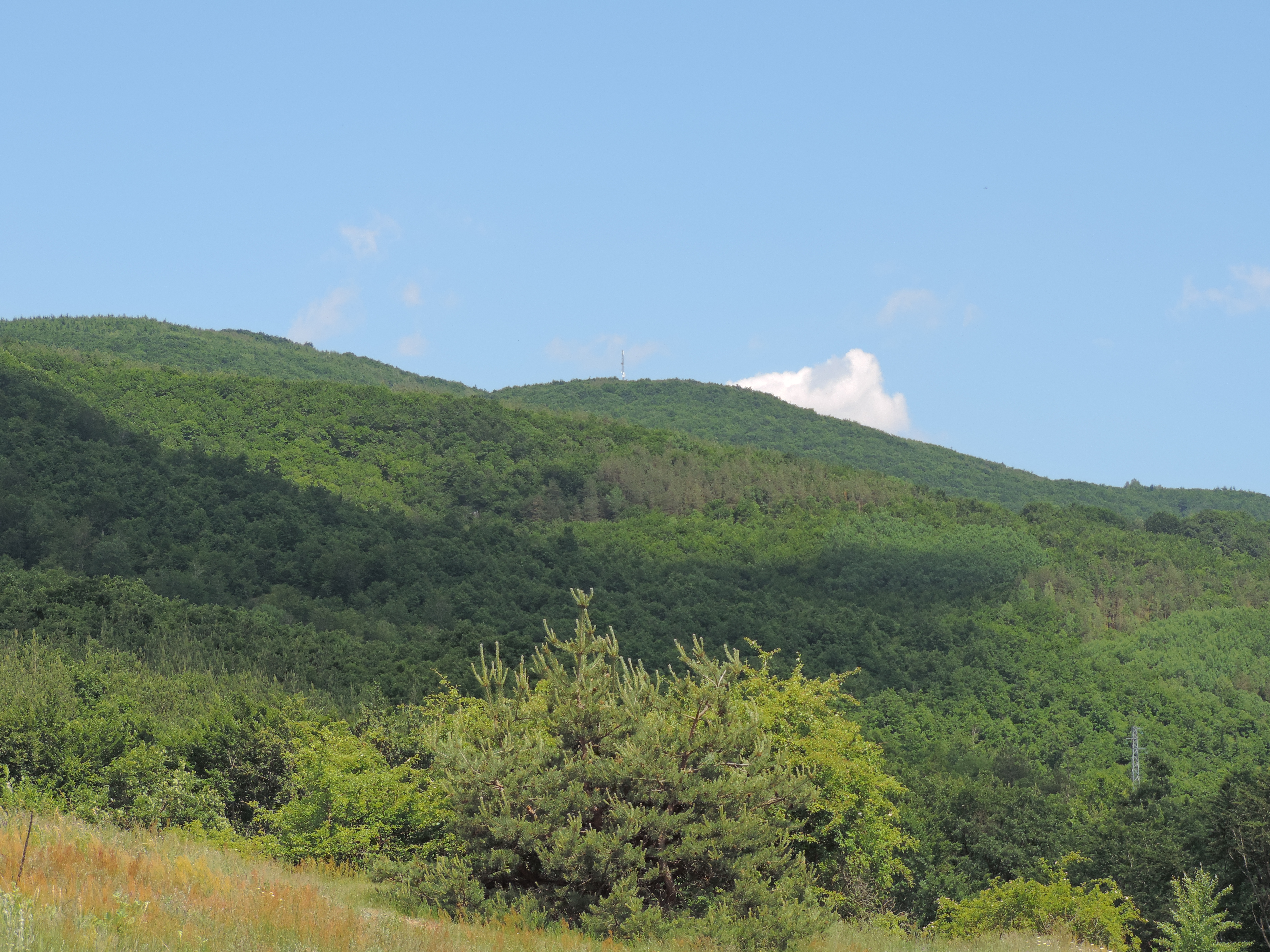
Chráněné území Eledžik v Ichtimanské Sredné goře

Ichtimanska (Zapadna) Sredna gora je vklíněna mezi údolími řek Iskăr na západě a Topolnica na východě, kotlinami na severu (Sofijská, Saranská, Kamarská, Zlaticko-pirdopská), Bobroveckým sedlem a severozápadními svahy Rily. Její kotlinatý a horský terén lze dělit na tři oblasti: Vakarelsko-belickou, Šipočansko-eledžická a Ichtimanská.
Ve Vakarelsko-belické oblasti lze sledovat převládající západovýchodní orografický vzhled pohoří Lozenska (1190 m), Vakarelska (1090 m) a Belica (vrchol Goljama Ikuna 1221 m). Zde se, mezi pohořími Lozenska a Vakarelska, rozkládá na horním toku řeky Gabra (levém přítoku řeky Lesnovska) rozlohou malá Gabrenská kotlina.
Mezi Samokovskou kotlinou na západě a údolím řeky Topolnica na východě se rozkládá Šipočansko-eledžická oblast. V ní, na kontaktu se severním úpatím pohoří Rila, vynikají jednotlivé hřbety Šipočanski (1312 m), Šumnatica (1392 m), Septemvrijski (1275 m) a Eledžik (1186 m). Jižně od těchto hřbetů, na hranici s Rilou, leží Kostnecko-dolnobanská kotlina (520 m).
Mezi orofgrafickými jednotkami Vakarelsko-belické a Šipočansko-eledžické oblasti v horním povodí řeky Mătivir (pravý přítok Toplnice) se nalézá Ichtimanská kotlina (650 m).

### Săštinska Sredna gora

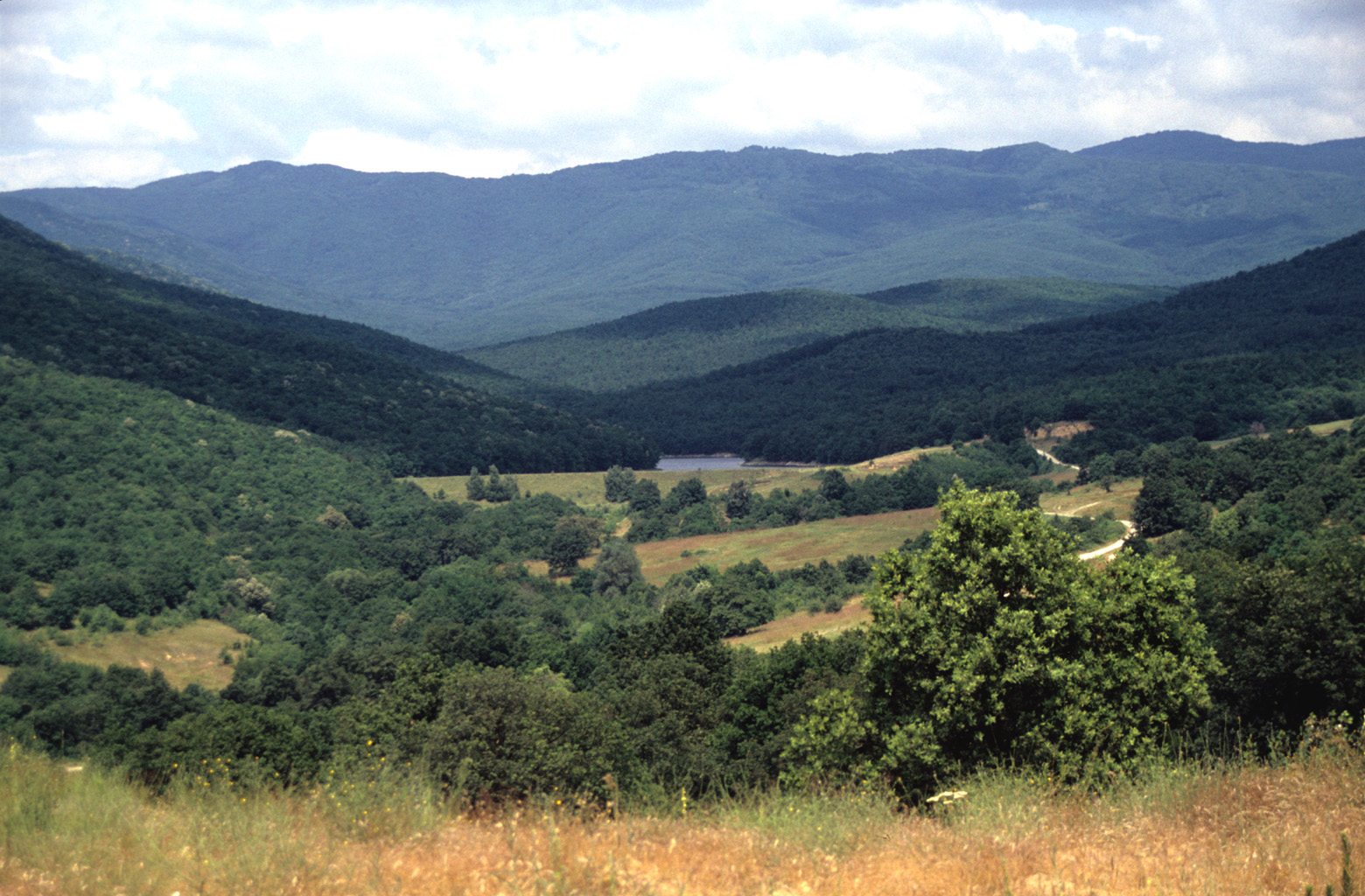
Săštinska Sredna gora od thráckého heróonu u dědiny Starosel

Săštinska Sredna gora zabírá kotlinatý a převážně hornatý terén mezi údolími řek Topolnica na západě a Strjama na východě. Na severu dosahuje do jižních částí Zlaticko-pirdopské a Karlovské kotliny a na jihu její svahy ji postupně spadají do Hornothrácké nížiny. Na sever, ve vyšší horské části se nalézá Bunajsko-bogdanská oblast. Nad rozsáhlejší ploché hřebeny zde vyčnívají, postupně od západu na východ, dominantní vrcholy Bratija (1519 m), Bunaja (1572 m) a Goljam Bogdan (1603,4 m), což je nejvyšší bod celé Stredne gory. Téměř uprostřed této oblasti v horním povodí řeky Topolnica se prostírá dobře oddělená Koprivštická kotlina (1000 m). Jižní kotlinatá část Săštinské Sredné gory se nazývá Panagjursko-strelčanská oblast. Sem se, kromě malých kotlin (Panagjuské a Strelčanské), vkliňují střední toky řek Luda Jana a Pjasăčnik.

### Sărnena Sredna gora

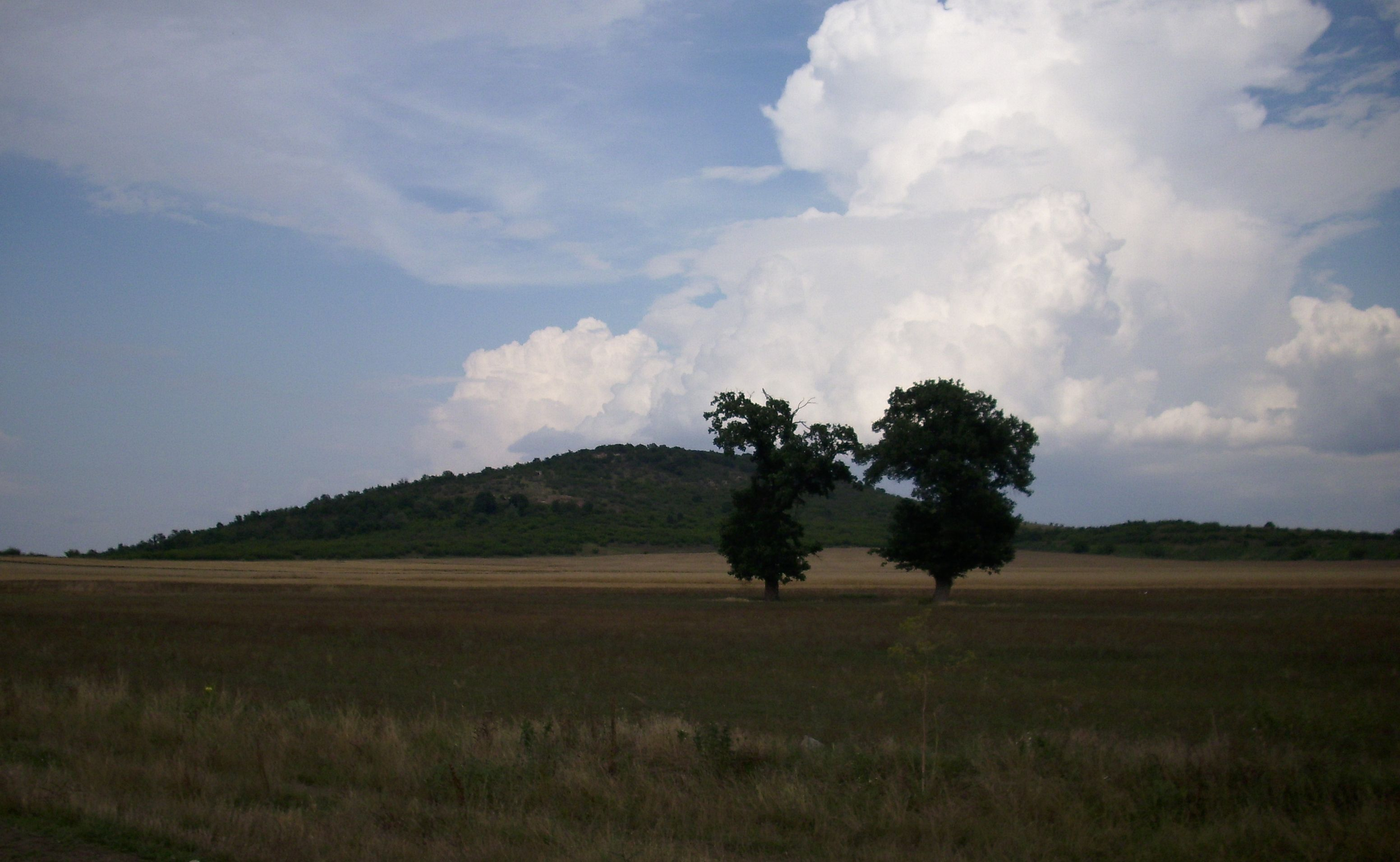
Zajči vrăch na východě Sărnené Sredné gory

Sărnena Sredna gora zaujímá hornatý a kopcovitý terén, který se táhne mezi údolími řeky Strjama na západě a Tundža na východě. Na severu dosahuje do jižních částí Karlovské, Kazanlăcké, Tvărdické a Slivenské kotliny a na jihu její svahy postupně spadají do Hornothrácké nížiny a Jambolského pole. Zde lze vyčlenit tři oblasti: Bratanskou, Kortenskou a Čirpanskou.
Mezi údolím řeky Strjama na západě a Zmejovským-průsmykem (430 m) na východě s údolím řeky Bedečka se táhne horský hřbet Bratanské oblasti. V něm vyniká nejvyšší vrchol Sărnené gory – Bratan (1236 m). Východně od Zmejovského-průsmyku a údolí Bedečky až k ohybu řeky Tundža severně od Jambolu se rozprostírají postupně klesající a zužující se hřebeny Kortenské kopcovité oblasti. Nejvyšším bodem je zde vrch Mogurlej (895 m). Rozsah oblasti je malý, zejména východně od Kortenského průsmyku, kde končí nejvýchodnějším vrcholem pohoří – Zajčím vrchem (256 m). Jižně od Bratanské oblasti mezi údolím Brezovské řeky a městem Stara Zagora se nachází Čirpanská pahorkatina s nejvyšším vrcholem Kitka (651 m).

## Přírodní poměry

### Geologická stavba
Geologický vývoj Sredné gory je neoddělitelně spjat s formováním Srednogorské synklinály v průběhu svrchní křídy a jejím pozdějším zdvihem na přechodu k paleocénu při vzniku laramické orogeneze. V místě synklinály se ukládaly svrchně křídové vápence a slíny, což v důsledku doprovodné aktivní podmořské vulkanické činnosti vytvořilo jednotný složený sedimentačně-vulkanický komplex. V něm se kromě svrchně křídových vápenců a slínů nalézají svrchně křídové tufy, tufity a andezity. Zdvih Srednogorské synklinály během laramické orogeneze byl provázen pronikáním intruzivních těles (mladých laramických plutonů).
Vznik a vývoj synklinály jako hluboké a podlouhlé pánve je spojen s podložím ze starších horninových útvarů předprvohorního a prvohorního stáří (ruly, svory, žuly a doleritové jádrové formace), ve kterém se vyskytují také druhohorní (triaské, jurské a spodněkřídové) sedimenty. Druhá skupina skalních útvarů v pohoří souvisí s jeho synklinálním stavem a jeho zdvihem. Je to svrchně křídový sedimentačně-vulkanický komplex a mladší laramické intruze (monzonity a diority). A konečně do třetí skupiny skalních útvarů se zařazují posttektonické paleogenní a neogenní (miocenní a pliocenní) usazeniny. Tyto tři skupiny skalních útvarů, které se podílejí na výstavbě Sredné gory, mají různý rozsah a specifický odraz na ráz jejího reliéfu.
Jako celek je Sredna gora tvořena antiklinální vrásou ukloněnou na sever, v jejímž jádru jsou zastoupeny mladší paleozoické (hercynské) žuly a předpaleozoické a paleozoické metamorfity (ruly, svory, amfibolické a mastkové břidlice aj.). Těmito horninovými formacemi jsou tvořeny Ichtimanská bloková antiklinála a Srednegorské antiklinorium. Na jižním boku tohoto antiklinoria v dosahu panagjurišťského a starozagorského tektonického příkopu se nalézají svrchně křídové usazeniny představované vápenci a slíny. Aktivace některých starých zlomů v průběhu paleogénu a neogénu vedla ke vzniku hlubokých tektonických příkopů, v rámci nichž bylo zakončeno ukládání svrchněeocénních sedimentů v Panagjurišťské kotlině, v miocénu v Gabrenské kotlině a v pliocénu v Ichtimanské kotlině.
Nejvyšší denudační úroveň Sredné gory z mladšího miocénu se nachází v nadmořské výšce 1000 – 1500 m a zahrnuje hřebeny horských hřbetů v oblasti Ichtimanské Sredné gory a rozsáhlé vrcholové partie Bunajsko-bogdanské a Bratanské oblasti. Její zdejší rozsáhlý povrch má parovinný charakter a je odrazem součtu morfogenetických efektů se současnými projevy zřetězených obloukovitých epirogenních zdvihů spolu s dlouhodobou denudační činností ve fázích tektonického klidu.
Denudační úroveň ze staršího pliocénu se vyznačuje značnými rozdíly v nadmořské výšce, která se pohybuje od 800 do 1200 metrů. Tato úroveň je nejvyšší (1200 m) a poměrně rozsáhlá v Săštinské Sredné goře. Nejnižší denudační úroveň z mladšího pliocénu (levantská) nabývá převážně formy ukloněných stupňů, jejichž výška se pohybuje od 400 do 1000 metrů. Tato úroveň se nalézá nejvýše v Săštinské Sredné goře a poměrně nízko v Kortenské oblasti Sărnené Sredné gory, kde se tato denudační úroveň projevuje ve formě oddělených plošin.
Opakované vyzdvihování a etapy relativního tektonického klidu doprovázené diferencovaným exogenním vlivem na denudaci pomohly během čtvrtohor dalšímu cyklickému vývoji terénu a formování současného údolního systému. Tyto jednotlivé etapy morfogenetického vzniku říčních údolí řek Iskăr, Topolnica a Strjama jsou potvrzeny výskytem šesti úrovní teras na jejich svazích.
V těsné vazbě na geologickou stavbu pohoří existují otevřená a provozovaná významná ložiska měděných rud (Asarel, Medet, Elšica, Radka aj.).

### Podnebí
Rozličná nadmořská výška, významné rozčlenění a rozdíl v expozici reliéfu Sredné gory spolu s klimatotvorným vlivem na přeměnu vzdušných mas ze sousedních oblastí vysvětlují podstatnou diferenciaci klimatických podmínek. V hlavním pásu pohoří do 1000 m na severních a do 1500 m na jižních svazích je mírně kontinentální podnebí. V nízkém pásmu Sărnené Sredné gory a především na jejích jižních svazích se projevuje přechodně kontinentální klima. V nadmořských výškách nad 1000 m na severních a nad 1500 m na jižních svazích je výraznější horské klima působící v rozličné míře. V závislosti na nadmořské výšce se v dolním pásu průměrná lednová teplota pohybuje v rozmezí 0 až -4 °C a v horském pásu dosahuje značně nižších hodnot, které se pohybují od -5 do -8 °C. V orograficky dobře uzavřených kotlinách se v chladném období vytvářejí podmínky pro inverzní stavy. S nimi jsou spojeny absolutní minimální teploty v meteorologických stanicích Panagjurište (-32,4 °C) a Ichtiman (-31,8 °C).
Významné klimatické rozmanitosti pohoří svědčí nerovnoměrné kvantitativní rozložení srážek a jejich rozličný režim. Tam, kde se projevuje mírně kontinentální klima, a také v dosahu horského klimatu vykazuje množství srážek značně výrazné letní maximum a zimní minimum. Průměrný roční srážkový úhrn v pásmu s mírně kontinentálním klimatem se pohybuje mezi 600 a 800 mm a v horském pásmu od 800 do 1200 mm. Zde se spolu s rostoucí nadmořskou výškou a rostoucím množstvím srážek výrazně zvyšuje množství pevných srážek, jakož i délka trvání sněhové pokrývky, která dosahuje 4 – 5 měsíců. V oblastech, kde je přechodně kontinentální podnebí a znatelnější vliv středomořského klimatu, se srážkový režim vyznačuje jasně vyjádřenou tendenci vyrovnávání množství sezónních srážek. Srážkový úhrn v těchto oblastech je relativně nejmenší a pohybuje se od 550 do 600 mm.

### Vodopis

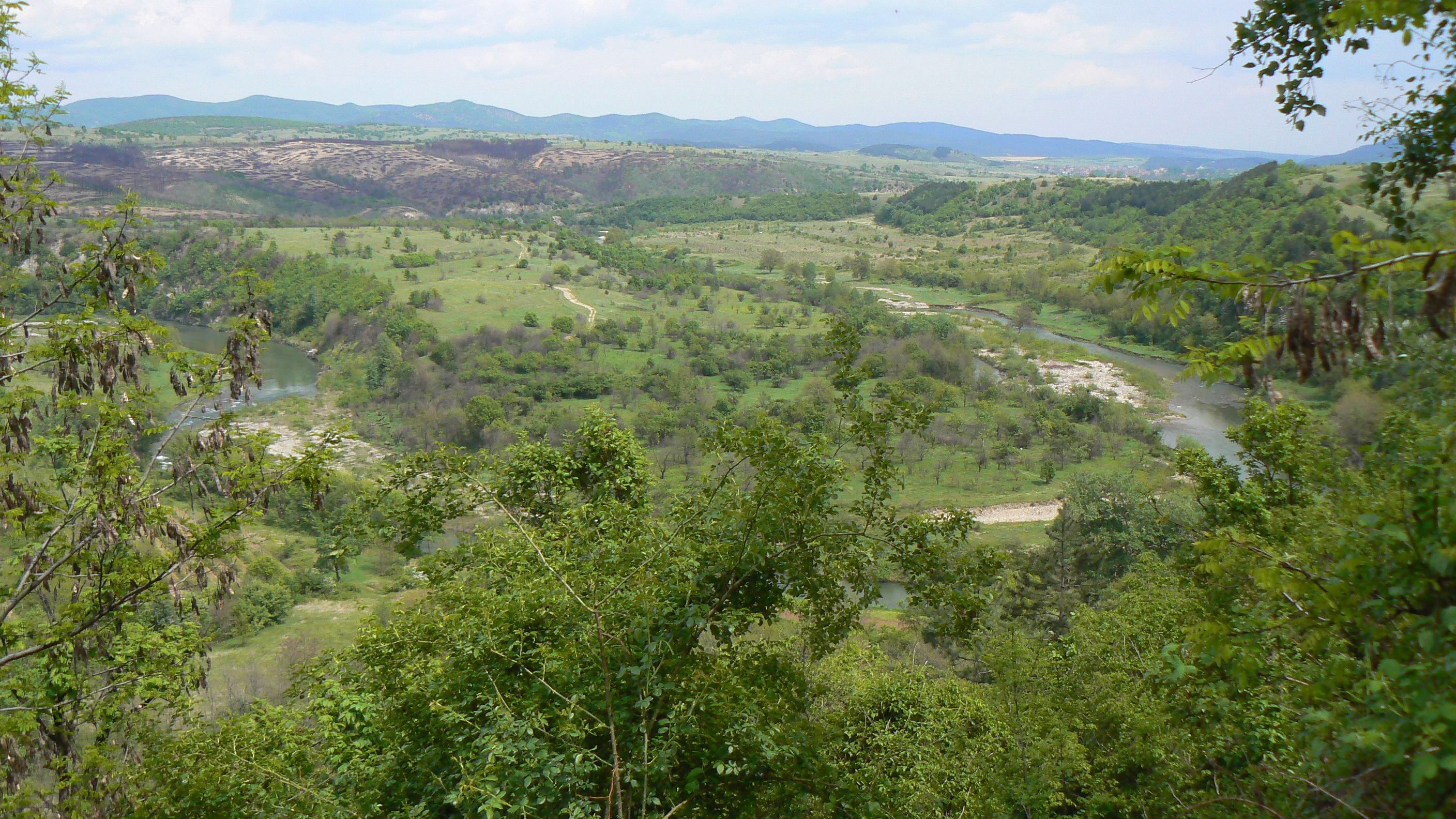
Meandry řeky Topolnica na středním toku

Na většině Stredné gory mají zde pramenící řeky dešťovo-sněhový odtokový režim díky poměrně časnému jarnímu maximu. To je odrazem nevýrazné sněhové pokrývky a převažujícího objemu pluviálních srážek na průběh říčního průtoku. Na východních nejníže položených říčních tocích výrazně převažuje dešťový režim. Většina z těchto říčních toků se odlišuje dočasně se projevujícím odtokem v důsledku odlesnění a degradace způsobené erozí v povodí, v některých případech jasně se vyznačující krátkodobým odtokem po spádnici.
V důsledku relativně malého množství zadržování srážek slabší sněhovou pokrývkou a silného odpařování je v nejvyšších částech hor specifický odtok zhruba 15 l/s/km². V dolním horském pásmu, především ve východní části pohoří s malými srážkovými úhrny, značným odpařováním, mírným sklonem a vodopropustným akumulativním podložím se specifický odtok snižuje na 1 l/s/km².
S výjimkou západních a severozápadních oblastí v prostoru Ichtimanské Sredné gory, které spadají do povodí řeky Iskăr, náleží zbývající část hor povodí řeky Marica. V Sredné goře pramení řeky Lesnovska a Šipočanica (pravé přítoky Iskăru), levé přítoky Marici – Očušnica, Topolnica (a její přítok Mătivir), Luda Jana (a její přítok Strelčanska Luda Jana), Potoka, Pjasăčnik (a jeho přítok Kalavaštica), Kavardžiklijska a Sveženska (přítoky Strjamy), Azmak, Brezovska, Omurovska (a její přítok Novoselska reka), Tekirska, Stara reka, Meričlerska. Martinka a Sazlijka (a její přítoky Azmaka, Bedečka a Kumrudža) a dva pravé přítoky Tundži – Turijska reka a Gjurlja.
V nejužší části soutěsky řeky Topolnica mezi Ichtimanskou Srednou gorou a Săštinskou Srednou gorou je postavena přehrada Topolnica.
V důsledku geologické stavby pohoří a se na jeho úpatí nachází mnoho minerálních pramenů. Na jeho jižním úpatí se nacházejí minerální prameny (od západu na východ): Dolna Baňa, Paseka, Kostenec Panagjurska Baňa, Strelča, Krasnovo, Straro Železare, Chisarja, Starozagorski Bani a Korten. Na severu to jsou: město Baňa (obština Karlovo), Pavel Baňa, Jagodya, Novozagorska Baňa a slivenské minerální lázně.

### Půdy
Půda v Sredné goře silně závisí na charakteru horninového podloží, nadmořské výšce, charakteristice reliéfu a rozdílnosti bioklimatických podmínek. V dolním pásu hor s relativně teplejším a sušším klimatem, listnatými stromy, převážně duby, a přítomnost značně rozličného půdotvorného skalního podloží tvoří souhrn příznivých podmínek pro rozšíření vyluhovaných podzolových kambizemí (CMx2). Ve vyšším pásmu jsou rozšířeny světle hnědé kambizemi (CMd), což je způsobeno vlhčím a chladnějším klimatem a vlhkomilnou bukovou lesní vegetací spolu se značně odlišným nekarbonátovým skalním substrátem. Na vrcholech plochých hřebenů Săštinské Sredné gory přispěly k rozšíření umbrisolů (UM) relativně drsné horské klimatické podmínky a dobře vyvinuté travní porosty spolu s vodonepropustným geologickým substrátem. V pliocénských sedimentech kotlin a v místech, kde se na jejich obvodě vyskytují svrchně křídové tufy a tufity, jsou rozšířeny smonice.

### Flora a fauna

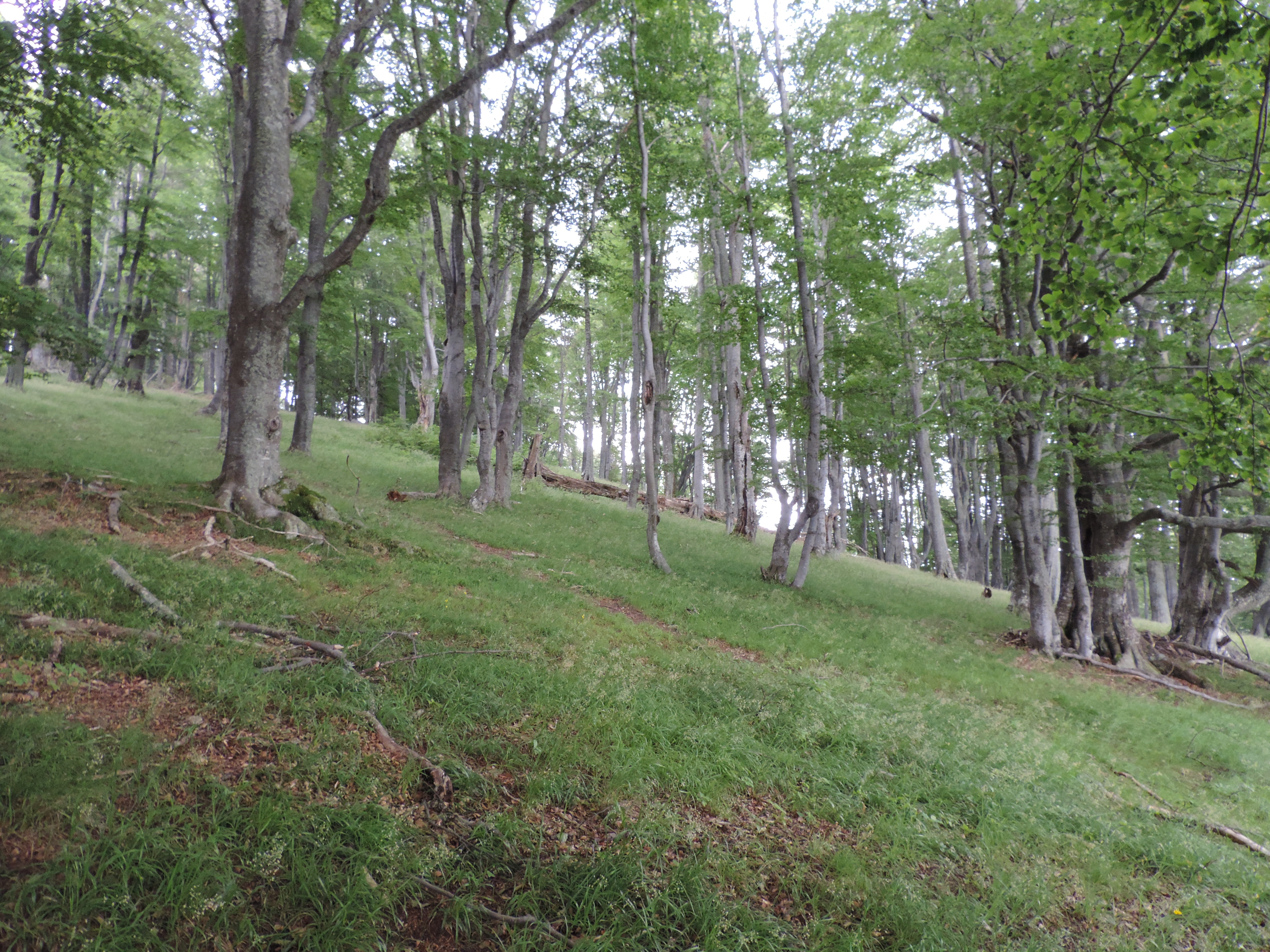
Rezervace Bogdan

Vegetace v Sredné goře závisí nejen na charakteru a zeměpisném rozšíření půdních typů, ale také na charakteru klimatických podmínek, některých vlastnostech reliéfu a hospodářské činnosti člověka. Lužní půdy v údolí řek doprovázejí vlhkomilné travnaté a lesní porosty (olše, vrba, topol). Tam, kde jsou půdy tvořeny smonicemi, a na značné rozloze světle hnědých kambizemí převládá obhospodařování a zdejší areál přírodní vegetace je snížen na minimum. V místech, kde se pozemky světle hnědých kambizemí neobdělávají, je vegetace zastoupena duby, zatímco na severních svazích kopcovitého a podhorského reliéfu se daří i habrům. Ve vyšším pásmu jsou světle hnědé kambizemi doprovázeny hustými lesními porosty a v Săštinské Sredné goře zůstaly v tomto pásmu zachovány nádherné bukové lesy, které dosahují na některých místech značného stáří. V horních partiích plochých hřebenů Săštinské Sredné gory jsou na umbrisolech široce rozšířeny travní porosty, zastoupené rozsáhlými loukami a pastvinami.
Pokud jde o faunu v Sredné goře, v podstatě zde žijí středoevropské druhy zvířat. Z velkých savců jsou zde zástupci býložravců jako srnčí a divoká prasata a uměle vysazení jeleni. Z šelem se poměrně často vyskytuje liška a velmi zřídka vlk a medvěd. V minulosti se v Săštinské Sredné goře vyskytoval i rys. Rozšíření plazů a obojživelníků je v porovnání se Starou planinou větší.
Na území Střední hory se nachází chráněné území Eledžik a chráněná přírodní rezervace Bogdan.

## Hospodářství

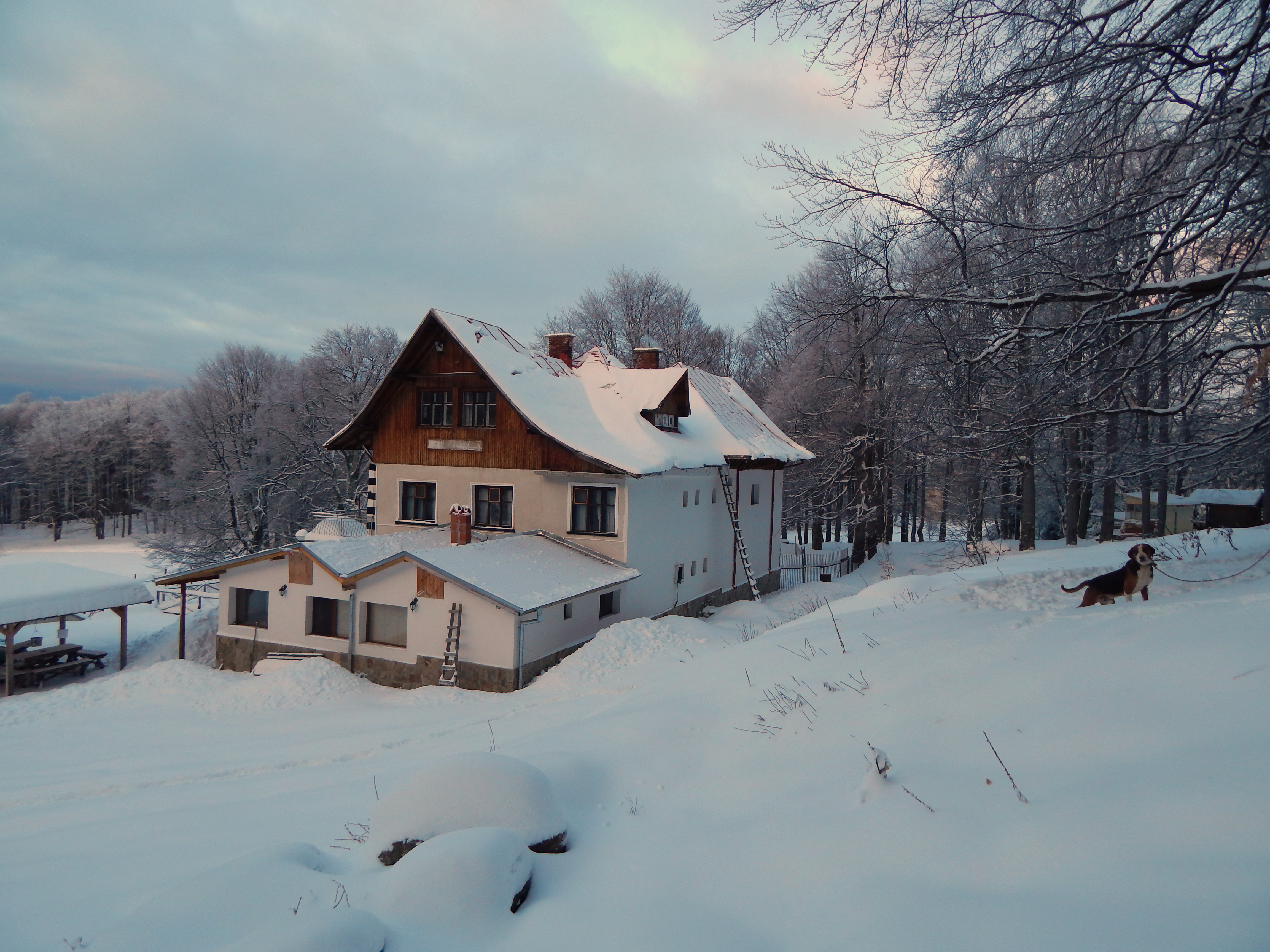
Horská chata Srednegorec

V Sredné goře, i díky její nižší nadmořské výšce, je široce zastoupeno lázeňství a turistický ruch. Je zde postaveno a funguje zde poměrně velké množství horských chat.

## Památky
V pohoří se nalézá několik historických a architektonických památek a archeologických nalezišť, které jsou cílem turistického ruchu:
- thrácký kultovní areál – heróon (u obce Starosel),
- mohyly Goljama kosmatka v Údolí králů (Dolina na carete) a karanovská sídelní mohyla
- megalitické svatyně v lokalitách Kulata, Skumsale, Kočulata.
- architektonické historicko-památkové rezervace Koprivštica a Panagjurište
- Oborište – místo konání prvního bulharského Velkého národního shromáždění
- lázeňské centrum Chisarija